# 台湾土防己
台湾土防己（学名：Cyclea ochiaiana）为防己科土防己属下的一个种。

## 扩展阅读
- 維基物種上的相關：台湾土防己